# Brocchinia amazonica
Espèce
Classification phylogénétique
Brocchinia amazonica est une espèce de plantes de la famille des Bromeliaceae, endémique du Brésil.

## Distribution
L'espèce est endémique du nord du Brésil.

## Description
L'espèce est hémicryptophyte.